# 米柱薹草
米柱薹草（学名：Carex glaucaeformis）为莎草科薹草属的植物。分布于朝鲜、俄罗斯东西伯利亚和远东地区以及中国大陆的吉林、内蒙古、辽宁、黑龙江等地，生长于海拔700米的地区，常生于山坡湿处、河边以及沟边，目前尚未由人工引种栽培。